# Фестиваль в Сан-Ремо
Фестива́ль италья́нской пе́сни в Сан-Ре́мо (итал. Festival della canzone italiana di Sanremo) — итальянский конкурс песни, который проводится ежегодно зимой в середине февраля (ранее проходил в конце января — в начале марта) в городе Сан-Ремо на северо-западе Италии.

## Фестиваль
Конкурс представляет собой соревнование оригинальных песен итальянских композиторов, которые ранее не исполнялись публично. Победитель определяется решением профессионального жюри или путём всенародного голосования. Часто этот конкурс называют просто Фестивалем в Сан-Ремо (итал. Festival di Sanremo), или за пределами Италии Сан-Ремским музыкальным фестивалем (англ. Sanremo Music Festival). Он послужил вдохновением для создателей конкурса Евровидение.
Участие в фестивале в Сан-Ремо положило начало карьере многих ныне известных итальянских певцов, таких, как Андреа Бочелли (итал. Andrea Bocelli), Паола и Кьяра (итал. Paola e Chiara), Джорджа (итал. Giorgia), Лаура Паузини (итал. Laura Pausini), Эрос Рамаццотти (итал. Eros Ramazzotti) и Джильола Чинкветти (итал. Gigliola Cinquetti).
Фестиваль в Сан-Ремо транслируется по странам Европейского вещательного союза и является одним из главных событий итальянских масс-медиа. Потому не удивительно, что решение по каждому конкурсу почти всегда вызывает множество споров и разногласий.

## История
Предтечей фестиваля в Сан-Ремо был Национальный песенный фестиваль (итал. Festival Canoro Nazionale), проведённый в 1948 году организацией Ла Капаннина (итал. La Capannina) в месте Версилья (итал. Versilia). Но год спустя его пришлось отменить из-за недостаточного финансирования.
В том же 1950 году Анджело Никола Амато (итал. Angelo Nicola Amato), ответственный за проведение общественных мероприятий в казино в Сан-Ремо, вместе с Анджело Ницца (итал. Angelo Nizza), звездой популярного радио-сериала Четыре мушкетёра, решил организовать первый фестиваль итальянской песни. Анджело Никола Амато отправился в Милан, где предложил купить эту идею звукозаписывающей компании, а Анджело Ницца предложил то же самое в Турине компании EIAR. Идею приняли, но не хватало правил, разработкой которых занялись Пьер Буссетти (итал. Pier Bussetti) и Джулио Рацци (итал. Giulio Razzi).
Первый фестиваль в Сан-Ремо прошёл с 29 по 31 января 1951 года и транслировался по радио «Rai 1», а его участниками были только один дуэт (сёстры-близнецы Дина и Дельфина Фазано, Duo Fasano) и двое певцов Нилла Пицци и Акилле Тольяни. По результатам конкурса первой победительницей Сан-Ремо стала Нилла Пицци.
С 1955 года конкурс песни транслируется в прямом эфире на телеканале Rai 1.
С 1951 по 1976 годы фестиваль проходил в казино Сан-Ремо (итал. Casinò di Sanremo ), а с 1977 года все конкурсы проходят в театре Аристон (итал.  Teatro Ariston), за исключением 1990 года, когда конкурс прошёл на новом Цветочном рынке (итал. Mercato dei Fiori) в долине Армеа (итал. Armea), в коммуне Буззана (итал. Bussana), по случаю сорокалетнего юбилея, из-за большей вместимости помещения.
В период между 1953 и 1971 годами, за исключением 1956 года, каждая песня исполнялась дважды двумя разными певцами, каждый из которых исполнял песню в разных оркестровых аранжировках, что демонстрировало главное предназначение фестиваля, как конкурса песен, а не исполнителей. В ряде случаев в 1964─1971 годах песня исполнялась итальянским и зарубежным певцом. С 1972 года каждый участник конкурса выступает только с одной песней. На фестивалях 1981, 1983, 1984 годов были представлены песни на английском и французском языках, но написанные итальянскими композиторами. Некоторые зарубежные певцы, участвовавшие в конкурсе 1960-х, исполняли песни, в которых итальянским было только название.
В 1977─1989 годах на фестивале в Сан-Ремо отказались от оркестра, и участники конкурса исполняли песни либо под записанную музыку, либо полностью под фонограмму.
С 1956 по 1966 год, а также в 1972, 1997 годах и с 2011 года на фестивале определяется итальянский участник конкурса песни Евровидение. Также по традиции участник исполнял на Евровидении ту самую песню, которая победила на фестивале в Сан-Ремо.
В истории фестиваля в Сан-Ремо есть и трагическая страница. В 1967 году не попавший в финал участник конкурса Луиджи Тенко (итал. Luigi Tenco) был найден мёртвым в гостиничном номере, в его предсмертной записке — критика жюри, выбравшего в финал некоторые песни.
Ежегодно с 1984 года, за исключением 2004-го, конкурс проводится в двух группах, кроме известных певцов группы «Биг» награды вручаются в номинации «Новые голоса» (итал. Nuove Proposte). В 1982 году была учреждена «Премия критики» (итал. Premio della critica), победа в которой присуждается решением представителей прессы, освещающей конкурс, с 1996 ─ ей присвоено имя «Мия Мартини» (итал. Mia Martini), в память первой обладательницы данной премии. 
На последних фестивалях в Сан-Ремо некоторые песни были отмечены специальными призами. Так, например, появилась «Премия Воларе» (итал. Premio Volare) за лучший текст песни. Название этой награды было посвящено знаменитой одноимённой песне Доменико Модуньо  (соавтор слов Франко Мильяччи), победившей на конкурсе 1958 года. Также недавно появилась традиция вручать награду за вклад в развитие индустрии развлечений.

## Хроника фестиваля
- 1951 — первый конкурс

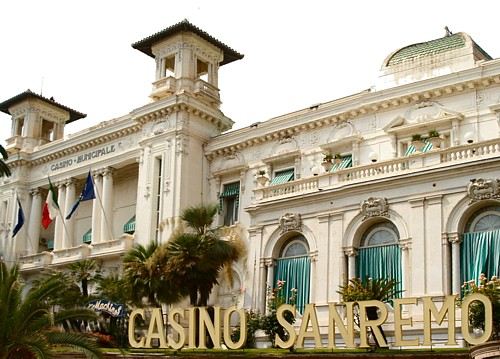
Казино в Сан-Ремо

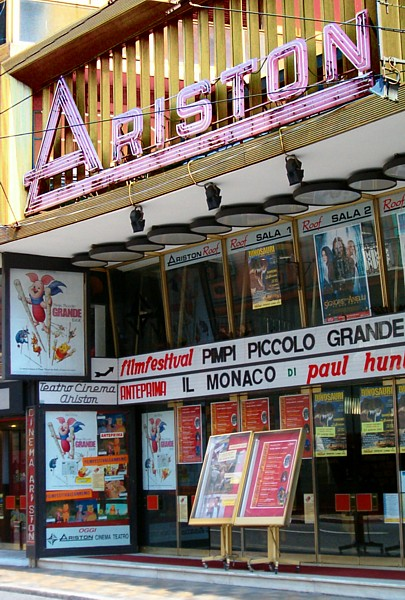
Театр Аристон в Сан-Ремо

- 1953 — введение правила двойной интерпретации песни и оркестровки, которое будет действовать до 1971 года, за исключением 1956 года
- 1955 — первый прямой телевизионный эфир
- 1958 — первая прямая трансляция конкурса по Евровидению
- 1961 — итоговые результаты определяются голосованием карточками Эналотто (итал. Enalotto) и объявляются спустя неделю после финального выступления
- 1964 — вводится правило, по которому одна из интерпретаций песни исполняется известным певцом, который поёт её на итальянском языке, за редким исключением
- 1972 — восстановлено правило единственной интерпретации песни
- 1974 — впервые известные исполнители получают право выступать сразу в финальном конкурсе, в отличие от «новичков», соревнующихся за это право
- 1977 — фестиваль переезжает из казино Сан-Ремо в театр Аристон и впервые транслируется в цветном телевизионном эфире
- 1980 — песни на конкурсе исполняются либо под записанную музыку, либо полностью под фонограмму
- 1982 — учреждается «Премия критики»
- 1984 — впервые результаты конкурса известных певцов определяются голосованием Тотип (итал. Totip), в то время как конкурса «Новые голоса» определяются решением профессионального жюри
- 1986 — восстановление «живого» исполнения песен
- 1990 — восстановление «живой» оркестровки и голосования народного жюри для всех участников конкурса
- 1992 — введено правило, по которому известные исполнители также соревнуются за право участвовать в финале
- 1994 — организация фестиваля снова поручается RAI
- 1996 — все участники конкурса «Новые голоса» проходят в его финал
- 1997 — введение «Жюри качества», состоящего из деятелей искусств (до 2003 года и в 2007—2008 годах)
- 1998 — первые три финалиста конкурса «Новые голоса» получают право бороться за победу в конкурсе известных певцов
- 2002 — снова вводится для участников в номинации «Новые голоса» открытое голосование каждого члена профессионального жюри после исполнения финальной песни
- 2004 — для всех номинаций вводится единое народное голосование по СМС-сообщениям, отправленным с мобильных телефонов
- 2005 — разделение конкурса на несколько номинаций, победители в которых удостаиваются высшей награды, а также восстановление голосования по смешанному типу
- 2007 — ограничение номинаций до двух — известные певцы и «Новые голоса»
- 2009 — первый эфир в широкоэкранном формате и в высоком разрешении экрана, введение голосования через интернет
- 2010 — одним из участников конкурса является победитель «Фактора Х» (итал. X Factor), в качестве награды за победу в этой игре
- 2011 — восстановление традиции избирать участника, который будет представлять Италию на конкурсе Евровидение

## Фестиваль Сан-Ремо в СССР и России
С возрастанием популярности фестиваля за пределами Италии, в 1960-е годы о нём узнали и в Советском Союзе, прежде всего по ряду участников, которые стали достаточно известными: Доменико Модуньо, Адриано Челентано, Мина, Джанни Моранди и другие. Были выпущены пластинки с их записями. Однако трансляции фестиваля телевидение не проводило, в прессе фестиваль упоминался весьма скудно. Первая точная информация о показе фестиваля советским телевидением относится к 1978 году: 24 марта в телепрограмме «Мелодии и ритмы зарубежной эстрады» прозвучали три песни. Затем фестиваль был показан в 1982, три песни из шести, прозвучавших на советском телевидении, стали очень популярными («Романтики» В. Валентино, «Счастье» Аль Бано и Ромина Пауэр и «Повседневные истории» Р. Фольи). Учитывая высокий интерес зрителей, музыкальная редакция ЦТ СССР уделяла всё большее внимание фестивалю, в 1983 году в «Мелодии и ритмы зарубежной эстрады» были включены уже 10 песен, а с 1984 выходили отдельные телепрограммы о фестивале. 20 июля 1984 вышла в эфир передача советского телевидения «На фестивале в Сан-Ремо (Италия)» и вызвала огромный интерес в СССР, по многочисленным просьбам она была даже повторена 30 сентября 1984. В 1987-89 фестивалю были посвящены уже две программы, выходившие 2 вечера, в 1989 впервые были показаны фрагменты выступлений всех участников конкурса известных певцов и гостей, в 1990 — всех конкурсантов. В 1991-92 были показаны полностью финальные вечера фестивалей. В 1988-90 годах выходили и радиопрограммы, целиком посвящённые фестивалю, готовил их корреспондент Гостелерадио СССР в Риме Юрий Выборнов. В эти годы, по многочисленным просьбам телезрителей, отдельные выступления участников фестиваля многократно включались в телевизионные программы «Утренняя почта», «Голубой огонёк», «Вечерние мелодии», концерты по заявкам работников разных отраслей и тому подобные. Доходило до того, что, например 30 сентября 1984 по Второй программе был показан повтор передачи о фестивале, и уже через час, по Первой программе, в передаче «По вашим письмам» ко Дню Машиностроителя, показано выступление Пупо на том же фестивале. В 1986 году вышел сюжет Юрия Выборнова в «Международной панораме».
Позднее фестиваль стал транслироваться российским телевидением нерегулярно. В 1994, 1997 и 1998 годах вышли лишь небольшие программы о Сан-Ремо. В 1999 были показаны два вечера фестивалей полностью. Лишь в 2013 Первый канал практически несколько дней транслировал напрямую фестиваль, выпустив также целый ряд собственных программ, посвящённых фестивалю. В 2017-18 прямые трансляции всех вечеров вёл телеканал «Время». В остальные годы этого периода фестивали и вовсе не были показаны.
9 и 12 апреля 1986 в концертной студии «Останкино» состоялись концерты «Цветы и песни Сан-Ремо в Москве», в которых выступило большинство участников фестиваля, ведущими были Мильва и Алла Пугачёва, а фирма «Мелодия» выпустила в 1987 двойной диск. В 1987 Пугачёва стала первой советской гостьей фестиваля, в финальном вечере 7 февраля представила конкурсантов группу «Ле Орме», а также исполнила свою песню «Надо же». В 1990 в рамках внеконкурсной программы «Сан-Ремо Либерта» в театре «Аристон» также выступили советские участники, в их числе была Тамара Гвердцители. 10-12 марта 2001 в Государственном Кремлёвском дворце состоялся концерт «Сан-Ремо в Кремле», а затем подобные концерты проводились неоднократно (в том числе «Сан-Ремо в Кремле собирает друзей» в 2004, «Ретро FM в Сан-Ремо» в 2013), на этих концертах выступали многие победители и участники фестиваля разных лет.

### Песни
- «О, Сан-Ремо» (Андрей Билль, музыка Лоры Квинт, слова Ольги Клименковой)[32]
- «Сан-Ремо» (поп-группа «Левостороннее движение») (альбом «Чао, бамбино», 1988).[33]

### Пародии
- В одном из выпусков телепередачи «Утренняя почта» был показан ролик (смонтированный), в котором Александр Абдулов и Семён Фарада якобы принимали участие в фестивале Сан-Ремо, где исполняли «итальянскую» песню «Уно моменто» (стилизованную под эстрадный шлягер)[34].
- Пародию на фестиваль Сан-Ремо (и на Адриано Челентано) показывал пародист и звукоимитатор Алексей Птицын[35].
- Пародия на телефестиваль Сан-Ремо была показана в телепередаче «Весёлые ребята» (выпуск «Вечер пародий», 1986 г.)[36]
- Пародию на телефестиваль Сан-Ремо показывала группа «Зодчие»[37].

## Победители

### Конкурс известных певцов в группе «Биг»

#### 1950-е

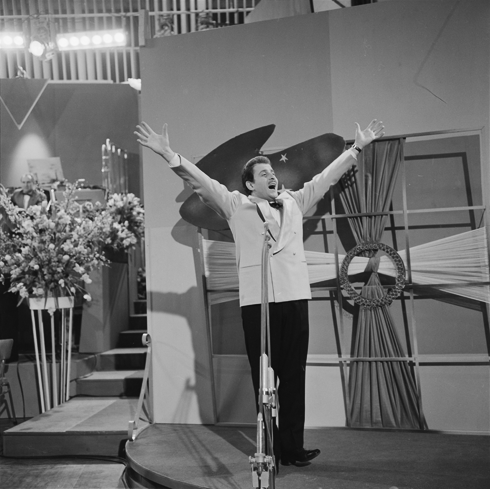
Доменико Модуньо, побеждавший на фестивале в Сан-Ремо в 1958, 1959, 1962 и 1966 годах

| Год  | Песня                                                                   | Композитор | Исполнитель                                                                     |
| ---- | ----------------------------------------------------------------------- | --- | ------------------------------------------------------------------------------- |
| 1951 | Спасибо за цветы (итал. Grazie dei fiori)                               | Саверио Серачини (итал. Saverio Seracini) Джан Карло Тестони (итал. Gian Carlo Testoni) Марио Панцери (итал. Mario Panzeri) | Нилла Пицци (итал. Nilla Pizzi)                                                 |
| 1952 | Лети, голубка (итал. Vola colomba)                                      | Карло Кончина (итал. Carlo Concina) Биксио Керубини (итал. Bixio Cherubini)                                                 | Нилла Пицци (итал. Nilla Pizzi)                                                 |
| 1953 | Осенний бульвар (итал. Viale d'autunno)                                 | Джованни Д’Анци (итал. Giovanni D'Anzi)                                                                                     | Карла Бони (итал. Carla Boni) Фло Сандон'с (итал. Flo Sandon's)                 |
| 1954 | Все мамы (итал. Tutte le mamme)                                         | Эдуардо Фалькоккьо (итал. Eduardo Falcocchio) Умберто Бертини (итал. Umberto Bertini)                                       | Джорджо Консолини (итал. Giorgio Consolini) Джино Латилла (итал. Gino Latilla)  |
| 1955 | Доброе утро, грусть (итал. Buongiorno tristezza)                        | Марио Руччоне (итал. Mario Ruccione) Джузеппе Фиорелли (итал. Giuseppe Fiorelli)                                            | Клаудио Вилла (итал. Claudio Villa ) Туллио Пане (итал. Tullio Pane)            |
| 1956 | Откройте окна (итал. Aprite le finestre)                                | Вирджилио Панцути (итал. Virgilio Panzuti) Джузеппе Перотти (итал. Giuseppe Perotti )                                       | Франка Раймонди (итал. Franca Raimondi)                                         |
| 1957 | Струны моей гитары (итал. Corde della mia chitarra)                     | Марио Руччоне (итал. Mario Ruccione) Джузеппе Фиорелли (итал. Giuseppe Fiorelli)                                            | Клаудио Вилла (итал. Claudio Villa) Нунцио Галло (итал. Nunzio Gallo)           |
| 1958 | В синеве, нарисованной синим (итал. Nel blu dipinto di blu)             | Доменико Модуньо (итал. Domenico Modugno) Франко Мильяччи (итал. Franco Migliacci)                                          | Доменико Модуньо (итал. Domenico Modugno) Джонни Дорелли (итал. Johnny Dorelli) |
| 1959 | Дождь идёт (Привет, привет девчонка) (итал. Piove (Ciao, ciao bambina)) | Доменико Модуньо (итал. Domenico Modugno) Дино Верде (итал. Dino Verde)                                                     | Доменико Модуньо (итал. Domenico Modugno) Джонни Дорелли (итал. Johnny Dorelli) |

#### 1960-е

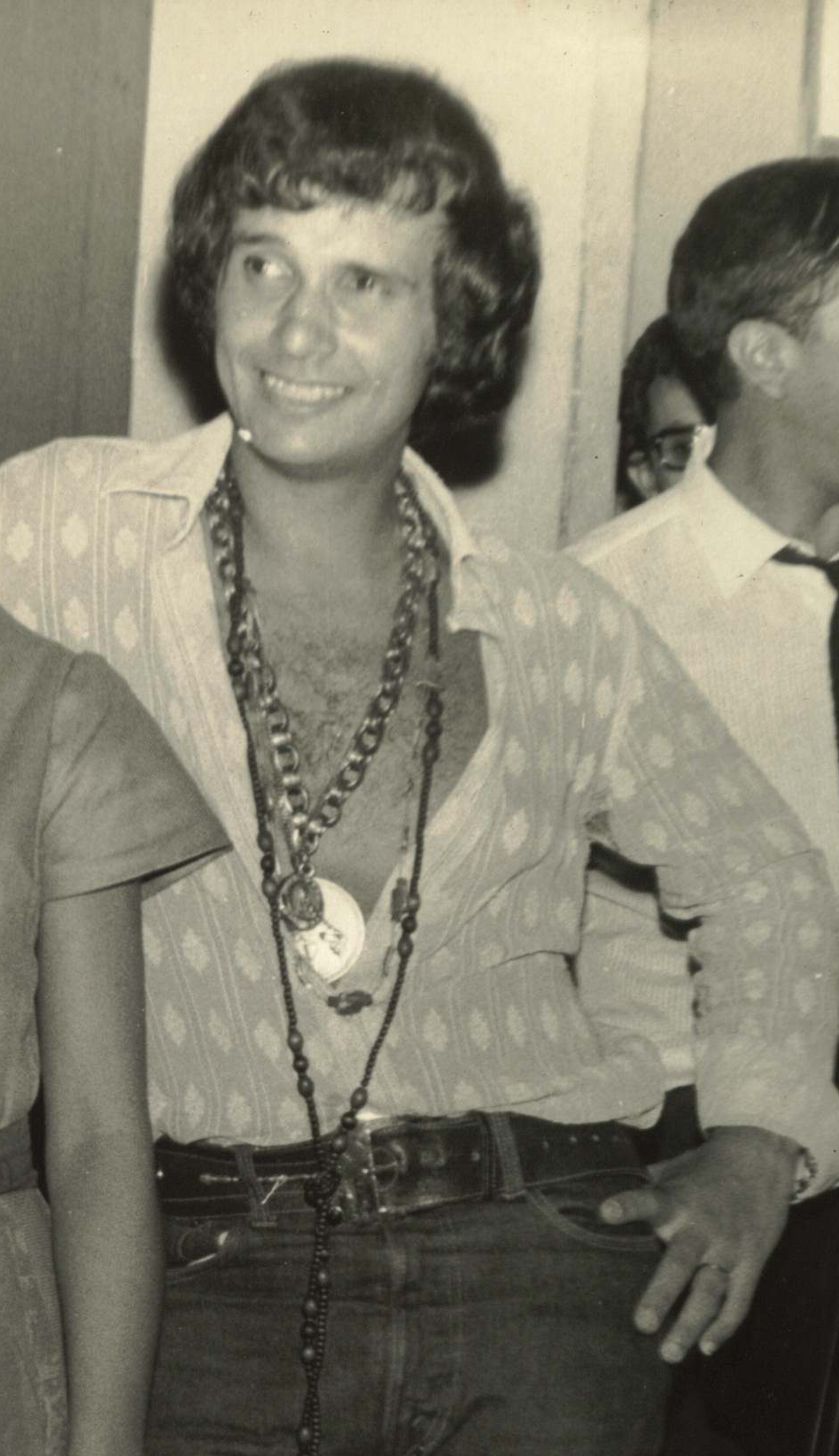
Роберто Карлос, победивший на фестивале Сан-Ремо с Серджо Эндриго в 1968 году

| Год  | Песня                                                  | Композитор | Исполнитель                                                                             |
| ---- | ------------------------------------------------------ | --- | --------------------------------------------------------------------------------------- |
| 1960 | Романтика (итал. Romantica)                            | Ренато Рашель (итал. Renato Rascel) Дино Верде (итал. Dino Verde)                                                           | Тони Даллара (итал. Tony Dallara) Ренато Рашель (итал. Renato Rascel)                   |
| 1961 | За пределами (итал. Al di là)                          | Карло Донида (итал. Carlo Donida ) Могол (итал. Mogol)                                                                      | Бетти Куртис (итал. Betty Curtis) Лучано Тайоли (итал. Luciano Tajoli)                  |
| 1962 | Прощай, прощай (итал. Addio, addio)                    | Доменико Модуньо (итал. Domenico Modugno) Франко Мильяччи (итал. Franco Migliacci)                                          | Доменико Модуньо (итал. Domenico Modugno) Клаудио Вилла (итал. Claudio Villa)           |
| 1963 | Один для всех (итал. Uno per tutte)                    | Тони Ренис (итал. Tony Renis) Альберто Теста (итал. Alberto Testa) Могол (итал. Mogol)                                      | Тони Ренис (итал. Tony Renis) Эмилио Периколи (итал. Emilio Pericoli)                   |
| 1964 | У меня нет возраста (итал. Non ho l'età)               | Никола Салерно (итал. Nicola Salerno) Марио Панцери (итал. Mario Panzeri) Джанкарло Колоннелло (итал. Giancarlo Colonnello) | Джильола Чинкветти (итал. Gigliola Cinquetti) Патрициа Карли (итал. Patricia Carli)     |
| 1965 | Если плачешь, если смеёшься (итал. Se piangi, se ridi) | Джанни Маркетти (итал. Gianny Marchetti) Бобби Соло (итал. Bobby Solo) Могол (итал. Mogol)                                  | Бобби Соло (итал. Bobby Solo) Нью Кристи Минстрелс (англ. The New Christy Minstrels)    |
| 1966 | Боже, как я тебя люблю (итал. Dio, come ti amo)        | Доменико Модуньо (итал. Domenico Modugno)                                                                                   | Доменико Модуньо (итал. Domenico Modugno) Джильола Чинкветти (итал. Gigliola Cinquetti) |
| 1967 | Не думай обо мне (итал. Non pensare a me)              | Эрос Шорилли (итал. Eros Sciorilli) Альберто Теста (итал. Alberto Testa)                                                    | Клаудио Вилла (итал. Claudio Villa) Ива Дзаникки (итал. Iva Zanicchi)                   |
| 1968 | Песня для тебя (итал. Canzone per te)                  | Серджо Эндриго (итал. Sergio Endrigo) Луис Энрикес (исп. Luis Enriquez) Серджо Бардотти (итал. Sergio Bardotti)             | Серджо Эндриго (итал. Sergio Endrigo) Роберто Карлос (итал. Roberto Carlos)             |
| 1969 | Цыганка (итал. Zingara)                                | Энрико Риккарди (итал. Enrico Riccardi) Луиджи Альбертелли (итал. Luigi Albertelli)                                         | Бобби Соло (итал. Bobby Solo) Ива Дзаникки (итал. Iva Zanicchi)                         |

#### 1970-е

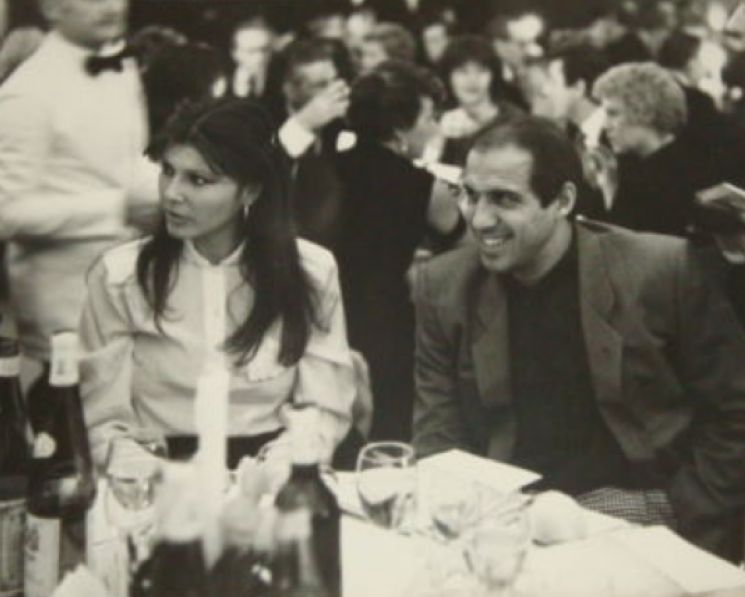
Адриано Челентано и Клаудиа Мори, победившие на фестивале в Сан-Ремо в 1970 году

| Год  | Песня                                                                            | Композитор | Исполнитель                                                                   |
| ---- | -------------------------------------------------------------------------------- | --- | ----------------------------------------------------------------------------- |
| 1970 | Кто не работает, тот не занимается любовью (итал. Chi non lavora non fa l'amore) | Адриано Челентано (итал. Adriano Celentano) Фердинандо Де Лука (итал. Ferdinando De Luca) Лучано Беретта (итал. Luciano Beretta) Мики Дель Прете (итал. Miki Del Prete)                                        | Адриано Челентано (итал. Adriano Celentano) Клаудиа Мори (итал. Claudia Mori) |
| 1971 | Сердце как цыган (итал. Il cuore è uno zingaro)                                  | Клаудио Маттоне (итал. Claudio Mattone) Франко Мильяччи (итал. Franco Migliacci) | Нада (итал. Nada) Никола Ди Бари (итал. Nicola Di Bari)                       |
| 1972 | Дни радуги (итал. I giorni dell'arcobaleno)                                      | Никола Ди Бари (итал. Nicola Di Bari) Пьеро Пинтуччи (итал. Piero Pintucci) Далмацио Мазини (итал. Dalmazio Masini)                                                                                            | Никола Ди Бари (итал. Nicola Di Bari)                                         |
| 1973 | Большая любовь и ничего больше (итал. Un grande amore e niente più)              | Пеппино Ди Капри (итал. Peppino Di Capri) Клаудио Маттоне (итал. Claudio Mattone) Джанни Райт (итал. Gianni Wright) Джузеппе Файелла (итал. Giuseppe Faiella) Франко Калифано (итал. Franco Califano)          | Пеппино Ди Капри (итал. Peppino Di Capri)                                     |
| 1974 | Привет дорогая, как дела? (итал. Ciao cara, come stai?)                          | Кристиано Мальджольо (итал. Cristiano Malgioglio) Итало Йанне (итал. Italo Ianne) Клаудио Фонтана (итал. Claudio Fontana) Антонио Ансольди (итал. Antonio Ansoldi)                                             | Ива Дзаникки (итал. Iva Zanicchi)                                             |
| 1975 | Девушка с юга (итал. Ragazza del sud)                                            | Розанджела Скалабрино (итал. Rosangela Scalabrino) | Джильда (итал. Gilda)                                                         |
| 1976 | Не буду делать так больше (итал. Non lo faccio più)                              | Сальваторе Де Паскуале (итал. Salvatore De Pasquale) Фабрицио Берлинчони (итал. Fabrizio Berlincioni) Серджо Йодиче (итал. Sergio Iodice)                                                                      | Пеппино Ди Капри (итал. Peppino Di Capri)                                     |
| 1977 | Безумно красивая (итал. Bella da morire)                                         | Ренато Парети (итал. Renato Pareti) Альберто Салерно (итал. Alberto Salerno) | Хомо Сапиенс (итал. Homo Sapiens)                                             |
| 1978 | …И сказать привет! (итал. …E dirsi ciao!)                                        | Пьеро Кассано (итал. Piero Cassano) Карло Маррале (итал. Carlo Marrale) Антонелла Руджеро (итал. Antonella Ruggiero) Сальваторе Стеллитта (итал. Salvatore Stellitta) Джанкарло Гольци (итал. Giancarlo Golzi) | Матиа Базар (итал. Matia Bazar)                                               |
| 1979 | Любить (итал. Amare)                                                             | Серджио Ортоне (итал. Sergio Ortone) Пьеро Соффичи (итал. Piero Soffici) Пьетро Фина (итал. Pietro Finà) | Мино Вернаги (итал. Mino Vergnaghi)                                           |

#### 1980-е

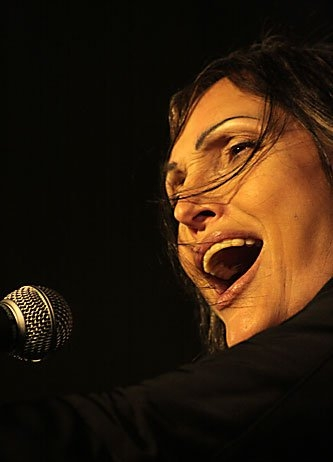
Анна Окса, побеждавшая на фестивале в Сан-Ремо в 1989 году, вместе с Фаусто Леали, и в 1999 году

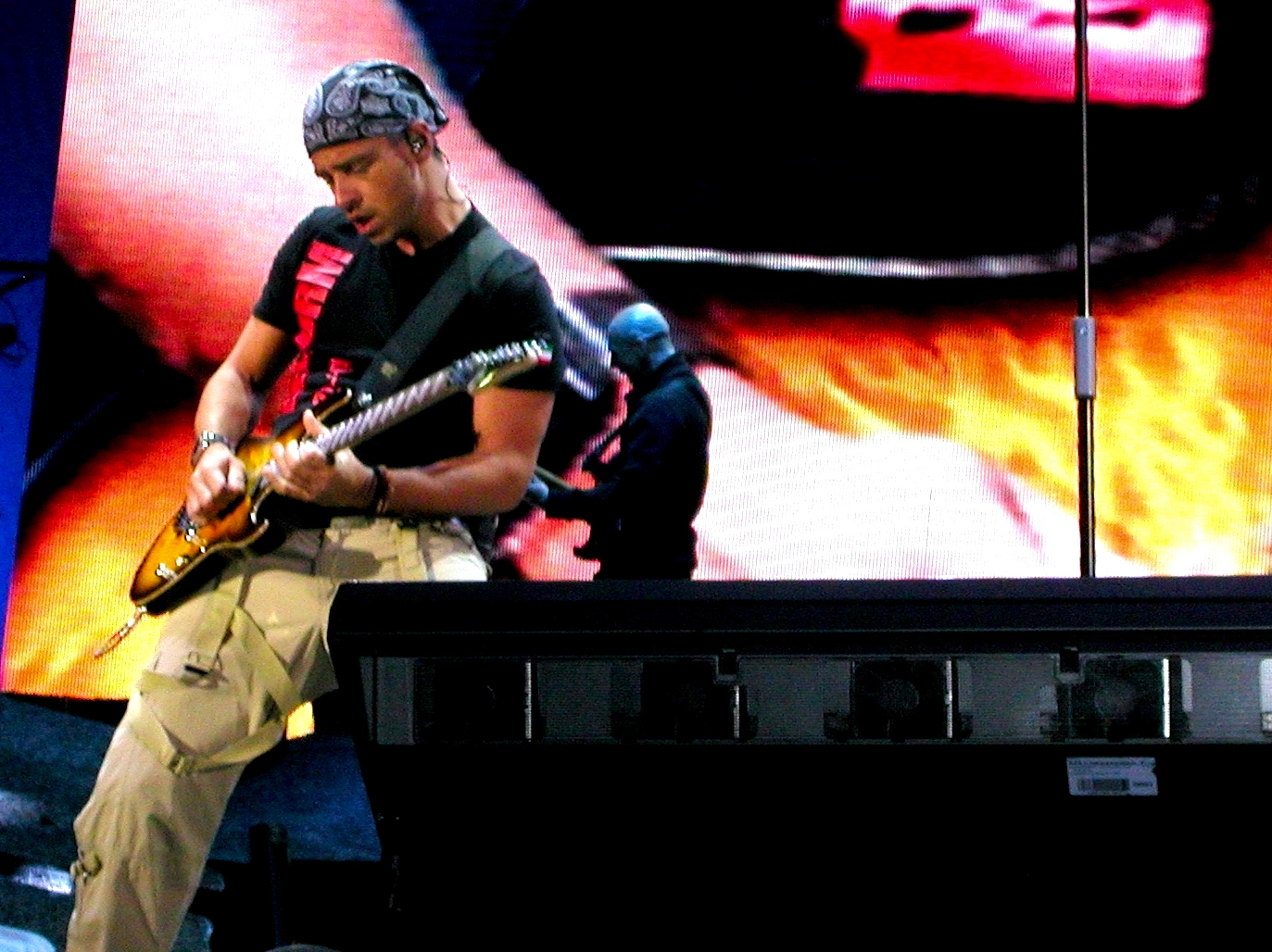
Эрос Рамаццотти — первый победитель этого конкурса с песней «Terra promessa». В 1986 году он станет победителем в конкурсе известных певцов с песней «Adesso tu».

| Год  | Песня                                                 | Композитор | Исполнитель |
| ---- | ----------------------------------------------------- | --- | --- |
| 1980 | Только мы (итал. Solo noi)                            | Тото Кутуньо (итал. Toto Cutugno) | Тото Кутуньо (итал. Toto Cutugno)                                                                               |
| 1981 | Для Элизы (итал. Per Elisa)                           | Франко Баттьято (итал. Franco Battiato) Джусто Пио (итал. Giusto Pio) Аличе Висконти (итал. Alice Visconti)                                                                                     | Аличе (итал. Alice)                                                                                             |
| 1982 | Повседневные истории (итал. Storie di tutti i giorni) | Риккардо Фольи (итал. Riccardo Fogli) Маурицио Фабрицио (итал. Maurizio Fabrizio) Гвидо Морра (итал. Guido Morra)                                                                               | Риккардо Фольи (итал. Riccardo Fogli)                                                                           |
| 1983 | Будь что будет (итал. Sarà quel che sarà)             | Маурицио Фабрицио (итал. Maurizio Fabrizio) Роберто Ферри (итал. Roberto Ferri) | Тициана Ривале (итал. Tiziana Rivale)                                                                           |
| 1984 | Так будет (итал. Ci sarà)                             | Дарио Фарина (итал. Dario Farina) Кристиано Минеллоно (итал. Cristiano Minellono) | Аль Бано (итал. Al Bano) Ромина Пауэр (итал. Romina Power)                                                      |
| 1985 | Если я влюблюсь (итал. Se m'innamoro)                 | Дарио Фарина (итал. Dario Farina) Кристиано Минеллоно (итал. Cristiano Minellono) | Рикки э Повери (итал. Ricchi e Poveri)                                                                          |
| 1986 | Теперь ты (итал. Adesso tu)                           | Эрос Рамаццотти (итал. Eros Ramazzotti) Пьеро Кассано (итал. Piero Cassano) Аделио Кольяти (итал. Adelio Cogliati)                                                                              | Эрос Рамаццотти (итал. Eros Ramazzotti)                                                                         |
| 1987 | Можно отдать больше (итал. Si può dare di più)        | Умберто Тоцци (итал. Umberto Tozzi) Джанкарло Бигацци (итал. Giancarlo Bigazzi) Раффаэле Рьефоли (итал. Raffaele Riefoli)                                                                       | Джанни Моранди (итал. Gianni Morandi) Энрико Руджери (итал. Enrico Ruggeri) Умберто Тоцци (итал. Umberto Tozzi) |
| 1988 | Потерять любовь (итал. Perdere l'amore)               | Марчелло Маррокки (итал. Marcello Marrocchi) Джанпьеро Артеджани (итал. Giampiero Artegiani) | Массимо Раньери (итал. Massimo Ranieri)                                                                         |
| 1989 | Я позволю тебе (итал. Ti lascerò)                     | Франко Фазано (итал. Franco Fasano) Фаусто Леали (итал. Fausto Leali) Франко Чани (итал. Franco Ciani) Фабрицио Берлинчони (итал. Fabrizio Berlincioni) Серджо Бардотти (итал. Sergio Bardotti) | Анна Окса (итал. Anna Oxa) Фаусто Леали (итал. Fausto Leali)                                                    |

#### 1990-е

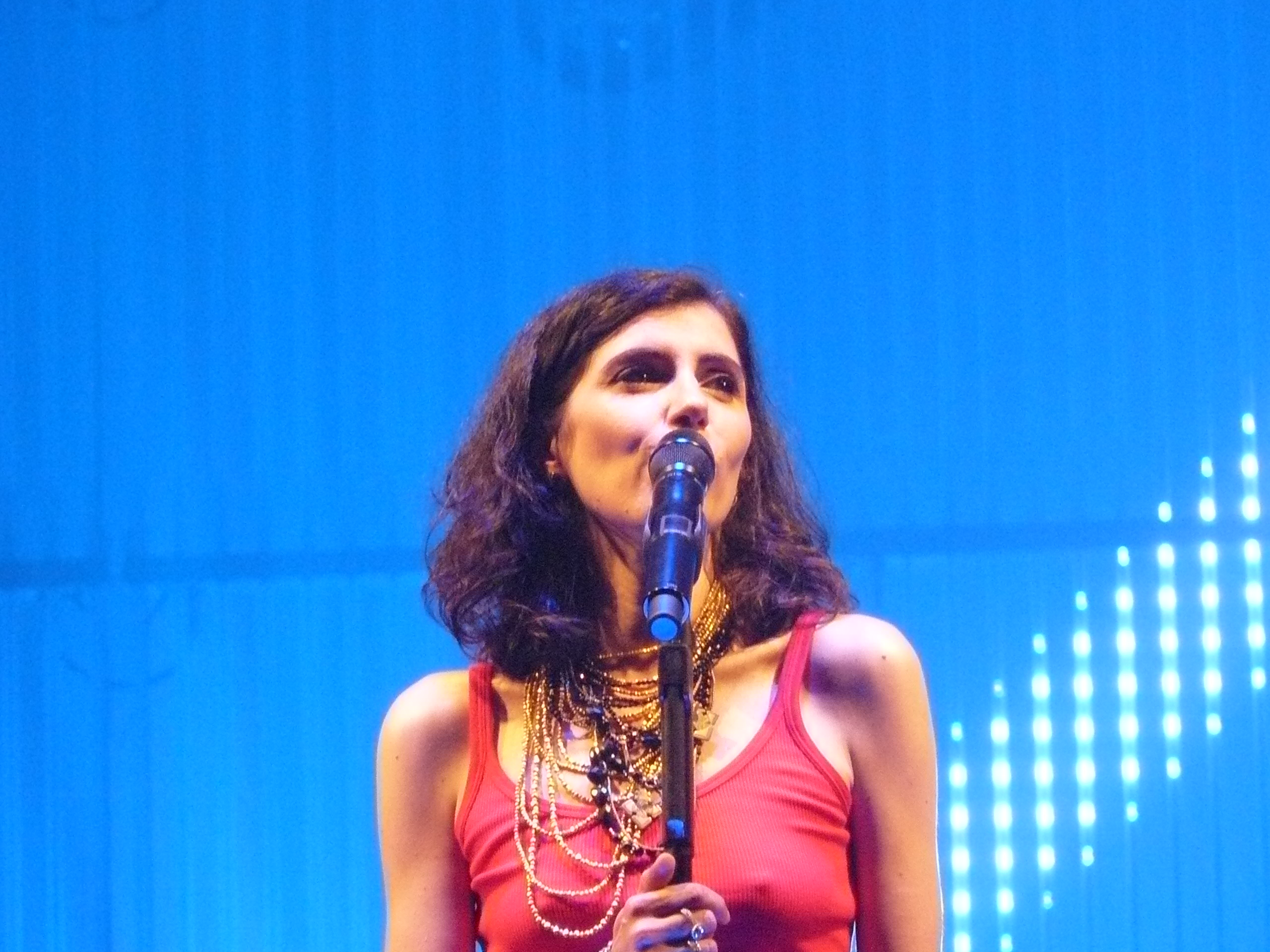
Джорджа, побеждавшая на фестивале в Сан-Ремо в 1995 году

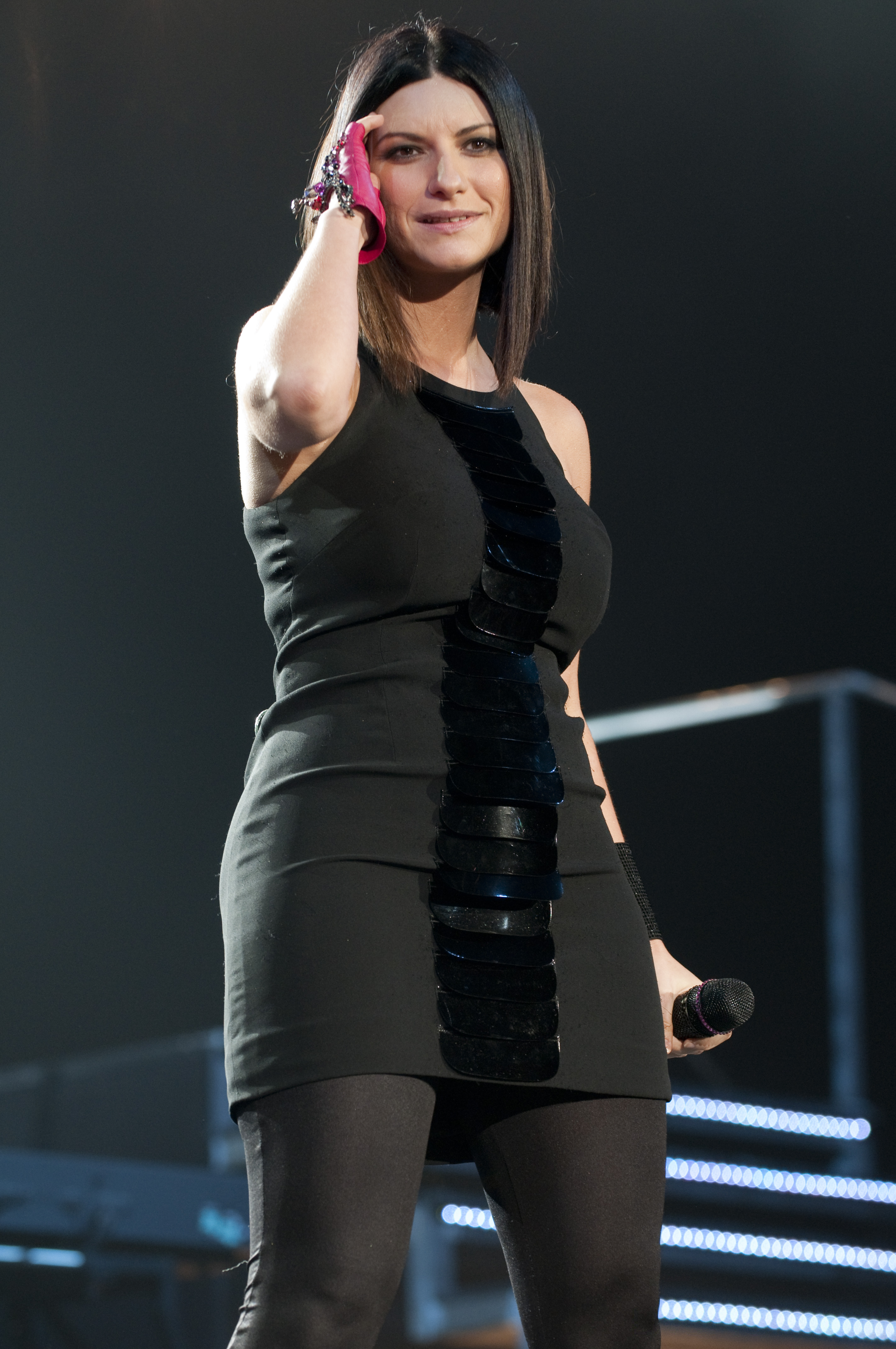
Лаура Паузини победила в конкурсе «Новые голоса» в 1993 году с песней «La solitudine».

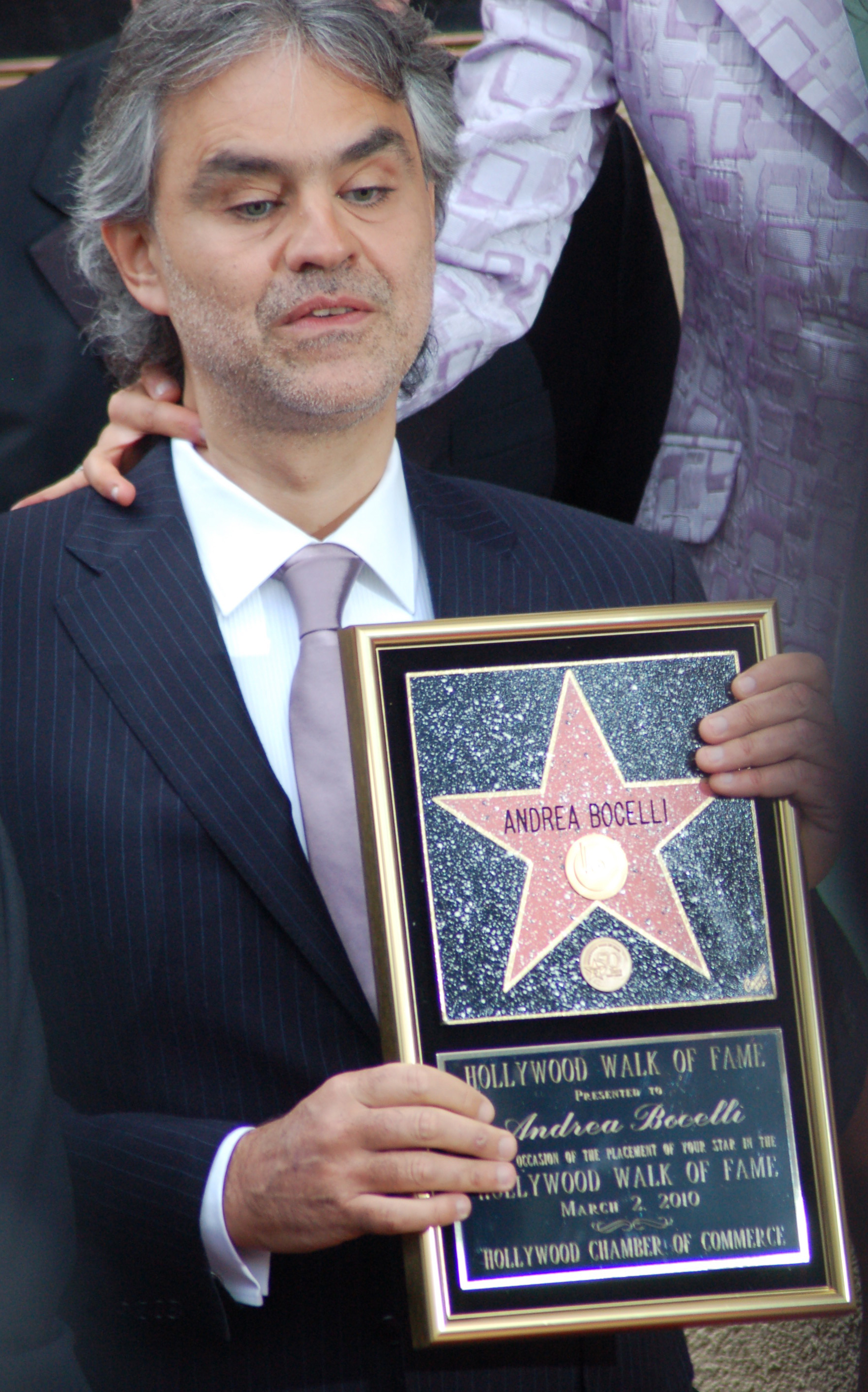
Андреа Бочелли победил в 1994 году конкурсе «Новые голоса» с песней «Il mare calmo della sera».

| Год  | Песня                                                                            | Композитор | Исполнитель                                                                              |
| ---- | -------------------------------------------------------------------------------- | --- | ---------------------------------------------------------------------------------------- |
| 1990 | Одинокие мужчины (итал. Uomini soli)                                             | Валерио Негрини (итал. Valerio Negrini) Роби Факкинетти (итал. Roby Facchinetti)                                              | Пу (итал. Pooh) Ди Ди Бриджуотер (англ. Dee Dee Bridgewater)                             |
| 1991 | Если мы вместе (итал. Se stiamo insieme)                                         | Риккардо Коччанте (итал. Riccardo Cocciante) Могол (итал. Mogol)                                                              | Риккардо Коччанте (итал. Riccardo Cocciante) Сара Джейн Моррис (англ. Sarah Jane Morris) |
| 1992 | Пригласи меня танцевать (итал. Portami a ballare)                                | Лука Барбаросса (итал. Luca Barbarossa)                                                                                       | Лука Барбаросса (итал. Luca Barbarossa)                                                  |
| 1993 | Тайна (итал. Mistero)                                                            | Энрико Руджери (итал. Enrico Ruggeri)                                                                                         | Энрико Руджери (итал. Enrico Ruggeri)                                                    |
| 1994 | Пройдёт (итал. Passerà)                                                          | Алеандро Бальди (итал. Aleandro Baldi)                                                                                        | Алеандро Бальди (итал. Aleandro Baldi)                                                   |
| 1995 | Как бы я сумела (итал. Come saprei)                                              | Эрос Рамаццотти (итал. Eros Ramazzotti) Владимиро Тозетто (итал. Vladimiro Tosetto) Аделио Кольяти (итал. Adelio Cogliati)    | Джорджа (итал. Giorgia)                                                                  |
| 1996 | Я хотел бы встретить тебя через сто лет (итал. Vorrei incontrarti fra cent'anni) | Розалино Челламаре (итал. Rosalino Cellamare)                                                                                 | Рон (итал. Ron) Тоска (итал. Tosca)                                                      |
| 1997 | Реки слов (итал. Fiumi di parole)                                                | Фабио Риччи (итал. Fabio Ricci) Алессандра Друзиан (итал. Alessandra Drusian) Кармела Ди Доменико (итал. Carmela Di Domenico) | Джалисс (итал. Jalisse)                                                                  |
| 1998 | Без тебя или с тобой (итал. Senza te o con te)                                   | Массимо Лука (итал. Massimo Luca) Паола Пальма (итал. Paola Palma)                                                            | Аннализа Минетти (итал. Annalisa Minetti)                                                |
| 1999 | Без пощады (итал. Senza pietà)                                                   | Альберто Салерно (итал. Alberto Salerno) Клаудио Гвидетти (итал. Claudio Guidetti)                                            | Анна Окса (итал. Anna Oxa)                                                               |

#### 2000-е

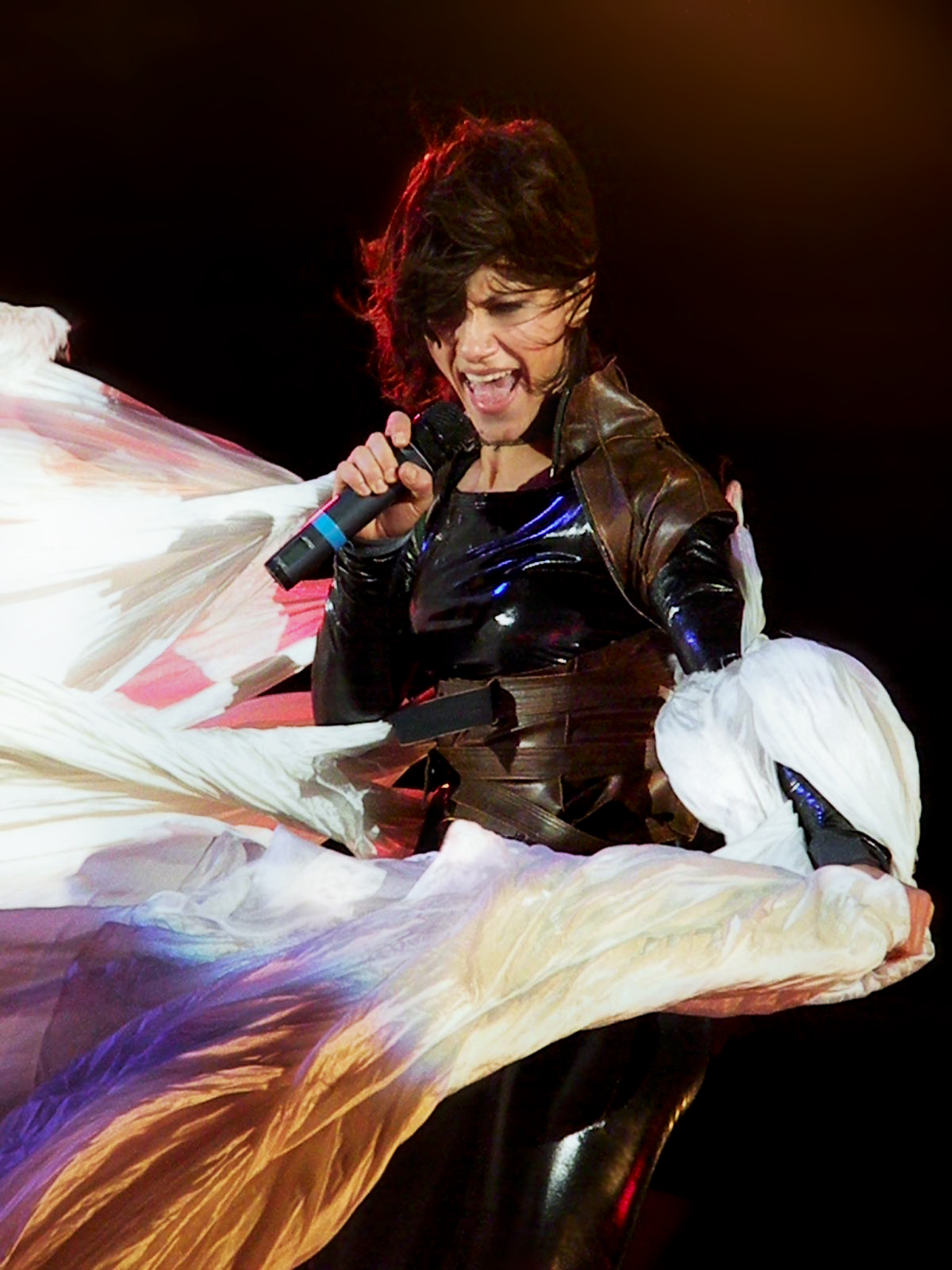
Элиза, победила на фестивале в Сан-Ремо в 2001 году

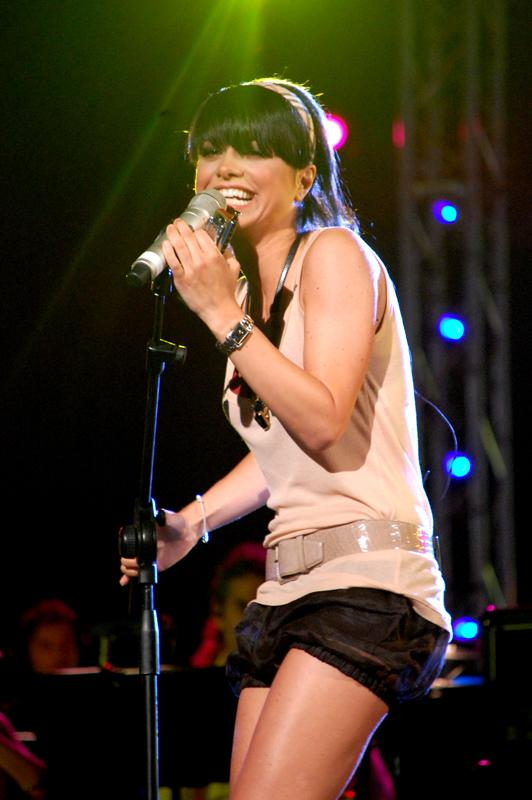
Дольченера победила в конкурсе «Новые голоса» в 2003 году с песней «Siamo tutti là fuori».

| Год  | Песня                                                              | Композитор | Исполнитель                                                          |
| ---- | ------------------------------------------------------------------ | --- | -------------------------------------------------------------------- |
| 2000 | Чувство (итал. Sentimento)                                         | Фаусто Мезолелла (итал. Fausto Mesolella) Джузеппе Д’Ардженцио (итал. Giuseppe D'Argenzio) Ферруччо Спинетти (итал. Ferruccio Spinetti) Доменико Чарамелла (итал. Domenico Ciaramella) Джузеппе Сервилло (итал. Giuseppe Servillo) | Пиккола Оркестра Авион Травел (итал. Piccola Orchestra Avion Travel) |
| 2001 | Свет (Закаты на северо-востоке) (итал. Luce (Tramonti a nord-est)) | Элиза Тоффоли (итал. Elisa Toffoli) Адельмо Форначари (итал. Adelmo Fornaciari) | Элиза (итал. Elisa)                                                  |
| 2002 | Любовное послание (итал. Messaggio d'amore)                        | Джанкарло Гольци (итал. Giancarlo Golzi) Пьеро Кассано (итал. Piero Cassano) | Матиа Базар (итал. Matia Bazar)                                      |
| 2003 | Чтобы сказать нет (итал. Per dire di no)                           | Альберто Салерно (итал. Alberto Salerno) Алессиа Аквилани (итал. Alessia Aquilani) | Алексия (итал. Alexia)                                               |
| 2004 | Летающий человек (итал. L'uomo volante)                            | Марко Мазини (итал. Marco Masini) | Марко Мазини (итал. Marco Masini)                                    |
| 2005 | Ангел (итал. Angelo)                                               | Франческо Ренга (итал. Francesco Renga) Маурицио Дзапатини (итал. Maurizio Zapatini) | Франческо Ренга (итал. Francesco Renga)                              |
| 2006 | Хотел бы иметь клюв (итал. Vorrei avere il becco)                  | Джузеппе Повиа (итал. Giuseppe Povìa) | Джузеппе Повиа (итал. Giuseppe Povia)                                |
| 2007 | Подарю тебе розу (итал. Ti regalerò una rosa)                      | Симоне Кристикки (итал. Simone Cristicchi) | Симоне Кристикки (итал. Simone Cristicchi)                           |
| 2008 | Удар молнии (итал. Colpo di fulmine)                               | Джанна Наннини (итал. Gianna Nannini) | Джо Ди Тонно (итал. Giò Di Tonno) Лола Понсе (итал. Lola Ponce)      |
| 2009 | Моя сила (итал. La forza mia)                                      | Паоло Карта (итал. Paolo Carta) | Марко Карта (итал. Marco Carta)                                      |

#### 2010-е

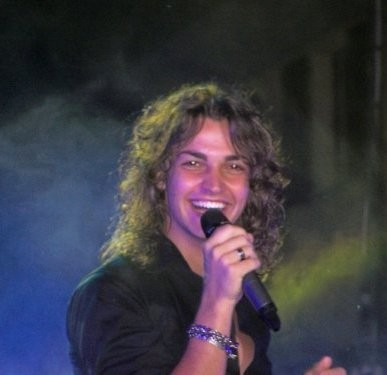
Валерио Скану, победил на фестивале в Сан-Ремо в 2010 году.

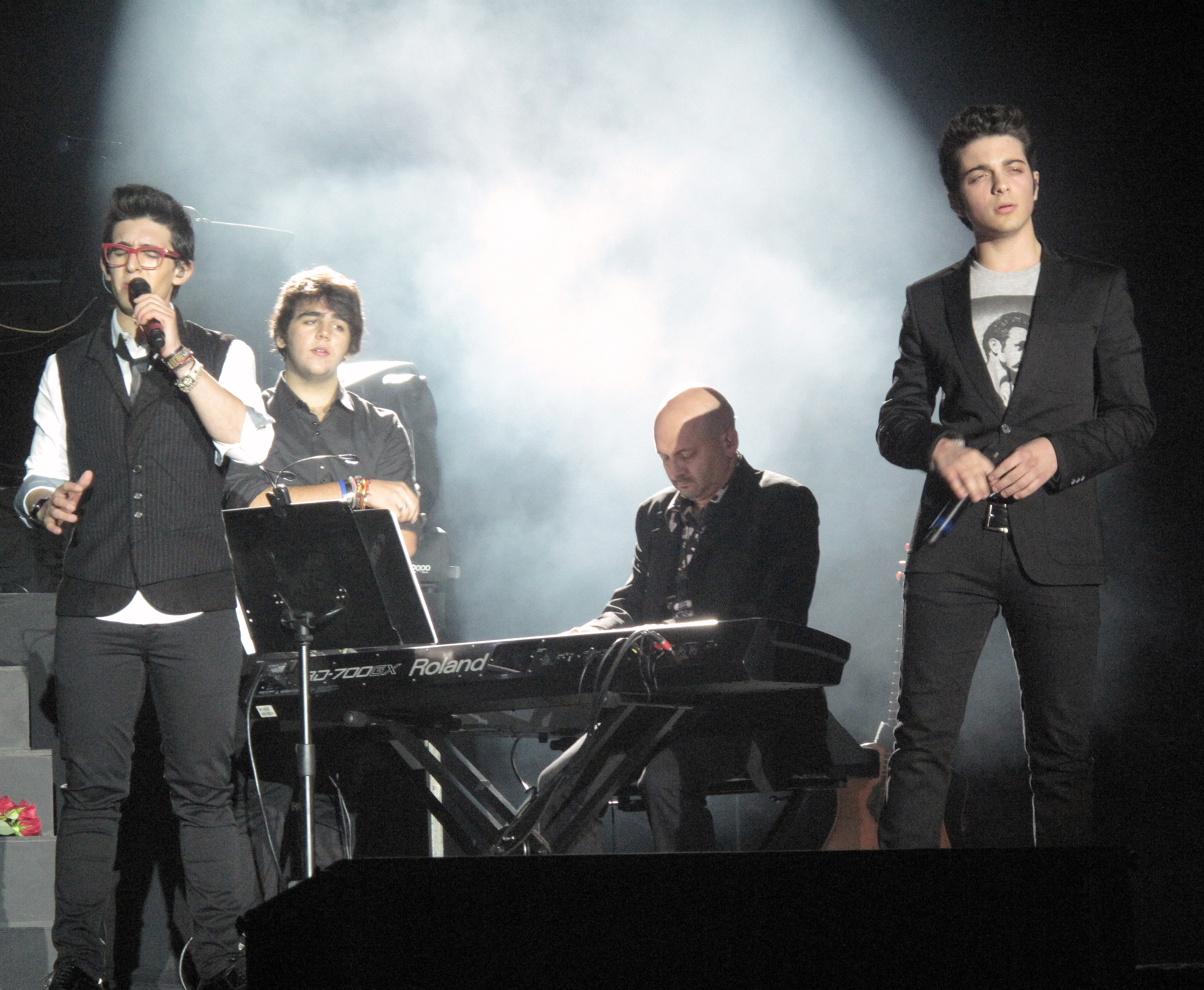
Оперное трио Il Volo одержало победу в 2015 году с песней «Grande amore».

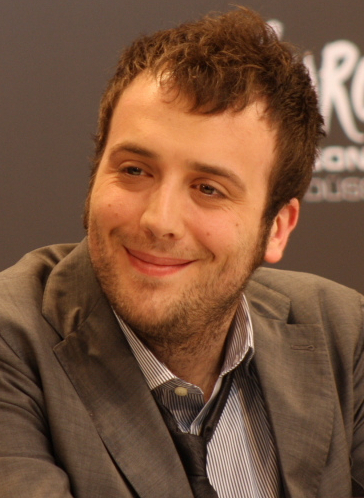
Рафаэль Гуалацци — победитель в номинации «Дебют» в 2011 году с песней «Follia d’amore».

| Год  | Песня                                                      | Композитор | Исполнитель                                                        |
| ---- | ---------------------------------------------------------- | --- | ------------------------------------------------------------------ |
| 2010 | Когда бы ни… (итал. Per tutte le volte che...)             | Пьердавиде Кароне (итал. Pierdavide Carone) | Валерио Скану (итал. Valerio Scanu)                                |
| 2011 | Позови меня ещё, любовь (итал. Chiamami ancora amore)      | Роберто Веккьони (итал. Roberto Vecchioni) Клаудио Гвидетти (итал. Claudio Guidetti)                                                                            | Роберто Веккьони (итал. Roberto Vecchioni)                         |
| 2012 | Это не ад (итал. Non è l'inferno)                          | Франческо Сильвестре (итал. Francesco Silvestre) Энрико Пальмози (итал. Enrico Palmosi) Лука Сала (итал. Luca Sala)                                             | Эмма Марроне (итал. Emma Marrone)                                  |
| 2013 | Самое главное (итал. L'essenziale)                         | Марко Менгони (итал. Marco Mengoni) Роберто Казалино (итал. Roberto Casalino) Франческо Де Бенедеттис (итал. Francesco De Benedettis)                           | Марко Менгони (итал. Marco Mengoni)                                |
| 2014 | Против ветра (итал. Controvento)                           | Джузеппе Анастази (итал. Giuseppe Anastasi) | Ариза (итал. Arisa)                                                |
| 2015 | Большая любовь (итал. Grande amore)                        | Франческо Бочча (итал. Francesco Boccia) Чиро Эспозито (итал. Ciro Esposito)                                                                                    | Иль Воло (итал. Il Volo)                                           |
| 2016 | Однажды ты мне скажешь… (итал. Un giorno mi dirai)         | Гаэтано Куррери (итал. Gaetano Curreri) Саверио Гранди (итал. Saverio Grandi) Лука Кьяравалли (итал. Luca Chiaravalli)                                          | Стадио (итал. Stadio)                                              |
| 2017 | Карма западников (итал. Occidentali's Karma)               | Франческо Габбани (итал. Francesco Gabbani) Филиппо Габбани (итал. Filippo Gabbani) Фабио Илакуа (итал. Fabio Ilacqua) Лука Кьяравалли (итал. Luca Chiaravalli) | Франческо Габбани (итал. Francesco Gabbani)                        |
| 2018 | Вы мне ничего не сделали (итал. Non mi avete fatto niente) | Эрмал Мета (итал. Ermal Meta) Фабрицио Моро (итал. Fabrizio Moro) Никколо Фаби (итал. Niccolò Fabi)                                                             | Эрмал Мета (итал. Ermal Meta), Фабрицио Моро (итал. Fabrizio Moro) |
| 2019 | Деньги (итал. Soldi)                                       | Дарио Фаини (итал. Dario Faini) (Dardust) Алессандро Мамуд (итал. Alessandro Mahmoud) Чарли Чарльз (итал. Charlie Charles)                                      | Мамуд (итал. Mahmood)                                              |

#### 2020-е
| Год  | Песня                                       | Композитор | Исполнитель                                  |
| ---- | ------------------------------------------- | --- | -------------------------------------------- |
| 2020 | Нарушь тишину (итал. Fai rumore)            | Антонио Диодато (итал. Antonio Diodato) Эдвин Робертс (итал. Edwyn Roberts)                                                                             | Диодато (итал. Diodato)                      |
| 2021 | Молчать и слушаться (итал. Zitti e buoni)   | Дамиано Давид (итал. Damiano David) Итан Торкио (итал. Ethan Torchio) Томас Раджи (итал. Thomas Raggi) Виктория де Анджелис (итал. Victoria de Angelis) | Måneskin                                     |
| 2022 | Мурашки (итал. Brividi)                     | Алессандро Мамуд (итал. Alessandro Mahmoud) Риккардо Фаббрикони (Бланко) (итал. Riccardo Fabbriconi (Blanco)) Микеланджело (итал. Michelangelo)         | Мамуд (итал. Mahmood), Бланко (итал. Blanco) |
| 2023 | Две жизни (итал. Due vite)                  | Марко Менгони (итал. Marco Mengoni) Давиде Петрелла (итал. Davide Petrella) Давиде Симонетта (итал. Davide Simonetta)                                   | Марко Менгони (итал. Marco Mengoni)          |
| 2024 | Скука (итал. La noia)                       | Анджелина Манго (итал. Angelina Mango) Дарио Фаини (итал. Dario Faini) Франческа Калеаро (итал. Francesca Calearo)                                      | Анджелина Манго (итал. Angelina Mango)       |
| 2025 | Глупая ностальгия (итал. Balorda nostalgia) | Федерико Оливери (итал. Federico Olivieri) Жюльен Боверод (итал. Julien Boverod) Пьерфранческо Пазини (итал. Pierfrancesco Pasini)                      | Олли (итал. Olly)                            |

### Конкурс «Новые голоса»

#### 1980-е
| Год  | Песня                                              | Композитор | Исполнитель                               |
| ---- | -------------------------------------------------- | --- | ----------------------------------------- |
| 1984 | Земля обетованная (итал. Terra promessa)           | Эрос Рамаццотти (итал. Eros Ramazzotti) Альберто Салерно (итал. Alberto Salerno) Ренато Бриоски (итал. Renato Brioschi)                                     | Эрос Рамаццотти (итал. Eros Ramazzotti)   |
| 1985 | Ничего больше (итал. Niente di più)                | Пьетро Маньини (итал. Pietro Magnini) Каварос (итал. Cavaros)                                                                                               | Чинция Коррадо (итал. Cinzia Corrado)     |
| 1986 | Большая-большая любовь (итал. Grande grande amore) | Стефано Д’Орацио (итал. Stefano D'Orazio) Маурицио Фабрицио (итал. Maurizio Fabrizio)                                                                       | Лена Бьолкати (итал. Lena Biolcati)       |
| 1987 | Ночь раздумий (итал. La notte dei pensieri)        | Луиджи Альбертелли (итал. Luigi Albertelli) Луиджи Лопес (итал. Luigi Lopez) Микеле Дзаррилло (итал. Michele Zarrillo)                                      | Микеле Дзаррилло (итал. Michele Zarrillo) |
| 1988 | Пой с нами (итал. Canta con noi)                   | Марко Баттистини (итал. Marco Battistini) Франко Сакко (итал. Franco Sacco) Мино Рейтано (итал. Mino Reitano) Риккардо Болоньези (итал. Riccardo Bolognesi) | Футуре (итал. Future)                     |
| 1989 | Песни (итал. Canzoni)                              | Амедео Минги (итал. Amedeo Minghi) | Миетта (итал. Mietta)                     |

#### 1990-е
| Год  | Песня                                                    | Композитор | Исполнитель                                                                      |
| ---- | -------------------------------------------------------- | --- | -------------------------------------------------------------------------------- |
| 1990 | Отчаявшийся (итал. Disperato)                            | Марко Мазини (итал. Marco Masini) Джанкарло Бигацци (итал. Giancarlo Bigazzi) Джузеппе Дати (итал. Giuseppe Dati)              | Марко Мазини (итал. Marco Masini)                                                |
| 1991 | Бесполезные люди (итал. Le persone inutili)              | Джузеппе Дати (итал. Giuseppe Dati) Паоло Валлези (итал. Paolo Vallesi)                                                        | Паоло Валлези (итал. Paolo Vallesi)                                              |
| 1992 | Не люби меня (итал. Non amarmi)                          | Алеандро Бальди (итал. Aleandro Baldi) Джанкарло Бигацци (итал. Giancarlo Bigazzi) Марко Фаладжани (итал. Marco Falagiani)     | Алеандро Бальди (итал. Aleandro Baldi) Франческа Алотта (итал. Francesca Alotta) |
| 1993 | Одиночество (итал. La solitudine)                        | Пьетро Кремонези (итал. Pietro Cremonesi) Анджело Вальсильо (итал. Angelo Valsiglio) Федерико Кавалли (итал. Federico Cavalli) | Лаура Паузини (итал. Laura Pausini)                                              |
| 1994 | Спокойное вечернее море (итал. Il mare calmo della sera) | Джампьетро Фелизатти (итал. Giampietro Felisatti) Глория Нути (итал. Gloria Nuti) Адельмо Форначари (итал. Adelmo Fornaciari)  | Андреа Бочелли (итал. Andrea Bocelli)                                            |
| 1995 | Девушки (итал. Le ragazze)                               | Клаудио Маттоне (итал. Claudio Mattone)                                                                                        | Нери пер Казо (итал. Neri per Caso)                                              |
| 1996 | Я не согласна (итал. Non ci sto)                         | Клаудио Маттоне (итал. Claudio Mattone)                                                                                        | Сирия (итал. Syria)                                                              |
| 1997 | Друзья как прежде (итал. Amici come prima)               | Паола Иецци (итал. Paola Iezzi) Кьяра Иецци (итал. Chiara Iezzi)                                                               | Паола э Кьяра (итал. Paola e Chiara)                                             |
| 1998 | Без тебя или с тобой (итал. Senza te o con te)           | Массимо Лука (итал. Massimo Luca) Паола Пальма (итал. Paola Palma)                                                             | Аннализа Минетти (итал. Annalisa Minetti)                                        |
| 1999 | Сегодня — это я (итал. Oggi sono io)                     | Алекс Бритти (итал. Alex Britti)                                                                                               | Алекс Бритти (итал. Alex Britti)                                                 |

#### 2000-е
| Год  | Песня                                                 | Композитор | Исполнитель                               |
| ---- | ----------------------------------------------------- | --- | ----------------------------------------- |
| 2000 | Легко, знаешь (итал. Semplice sai)                    | Франк Минойя (итал. Frank Minoia) Джованна Берсола (итал. Giovanna Bersola)                                                               | Дженни Б (итал. Jenny B)                  |
| 2001 | Будь со мной (Навсегда) (итал. Stai con me (Forever)) | Стефано Борци (итал. Stefano Borzi) Энцо Катерини (итал. Enzo Caterini) Сандро Насути (итал. Sandro Nasuti)                               | Гацоза (итал. Gazosa)                     |
| 2002 | Хрупкие вдвойне (итал. Doppiamente fragili)           | Марко Дель Фрео (итал. Marco Del Freo) Давид Маркетти (итал. David Marchetti)                                                             | Анна Татанджело (итал. Anna Tatangelo)    |
| 2003 | Мы все где-то там (итал. Siamo tutti là fuori)        | Эмануэла Тране (итал. Emanuela Trane) | Дольченера (итал. Dolcenera)              |
| 2005 | Я не верю в чудеса (итал. Non credo nei miracoli)     | Лаура Бонометти (итал. Laura Bonometti) Марио Натале (итал. Mario Natale)                                                                 | Лаура Боно (итал. Laura Bono)             |
| 2006 | Солнце в глазах (итал. Sole negli occhi)              | Риккардо Маффони (итал. Riccardo Maffoni)                                                                                                 | Риккардо Маффони (итал. Riccardo Maffoni) |
| 2007 | Думай (итал. Pensa)                                   | Фабрицио Мобричи (итал. Fabrizio Mobrici)                                                                                                 | Фабрицио Моро (итал. Fabrizio Moro)       |
| 2008 | Любовь (итал. L'amore)                                | Лука Файнелло (итал. Luca Fainello) Роберто Тини (итал. Roberto Tini) Диего Файнелло (итал. Diego Fainello)                               | Сонора (итал. Sonohra)                    |
| 2009 | Искренность (итал. Sincerità)                         | Джузеппе Анастази (итал. Giuseppe Anastasi) Маурицио Филардо (итал. Maurizio Filardo) Джузеппе Манджарачина (итал. Giuseppe Mangiaracina) | Ариза (итал. Arisa)                       |

#### 2010-е
| Год  | Песня                                                     | Композитор | Исполнитель                                   |
| ---- | --------------------------------------------------------- | --- | --------------------------------------------- |
| 2010 | Речь покаяния (итал. Il linguaggio della resa)            | Тони Майелло (итал. Tony Maiello) Фио Дзанотти (итал. Fio Zanotti) Фабрицио Феррагуццо (итал. Fabrizio Ferraguzzo) Роберто Карделли (итал. Roberto Cardelli) | Тони Майелло (итал. Tony Maiello)             |
| 2011 | Безумие любви (итал. Follia d'amore)                      | Рафаэль Гуалацци (итал. Raphael Gualazzi) | Рафаэль Гуалацци (итал. Raphael Gualazzi)     |
| 2012 | Это правда (Что ты есть) (итал. È vero (Che ci sei))      | Маттео Басси (итал. Matteo Bassi) Эмилиано Басси (итал. Emiliano Bassi)                                                                                      | Алессандро Казилло (итал. Alessandro Casillo) |
| 2013 | Мне бы хотелось знать (итал. Mi servirebbe sapere)        | Антонио Маджо (итал. Antonio Maggio) | Антонио Маджо (итал. Antonio Maggio)          |
| 2014 | Хороший день (неап. Nu juorno buono)                      | Рокко Пальяруло (итал. Rocco Pagliarulo) Алессандро Мерли (итал. Alessandro Merli) Фабио Клементе (итал. Fabio Clemente)                                     | Рокко Ант (итал. Rocco Hunt)                  |
| 2015 | Вернусь к тебе (итал. Ritornerò da te)                    | Джованни Каккамо (итал. Giovanni Caccamo) | Джованни Каккамо (итал. Giovanni Caccamo)     |
| 2016 | Аминь (итал. Amen)                                        | Франческо Габбани (итал. Francesco Gabbani) Фабио Илакуа (итал. Fabio Ilacqua)                                                                               | Франческо Габбани (итал. Francesco Gabbani)   |
| 2017 | По-прежнему (итал. Ora mai)                               | Раффаэле Эспозито (итал. Raffaele Esposito) Рори Ди Бенедетто (итал. Rory Di Benedetto) Розарио Канале (итал. Rosario Canale)                                | Леле (итал. Lele)                             |
| 2018 | Танец неопределенностей (итал. Il ballo delle incertezze) | Никколо Морикони (Ультимо) (итал. Niccolò Moriconi (Ultimo))                                                                                                 | Ультимо (итал. Ultimo)                        |

#### 2020-е
| Год  | Песня                                  | Композитор                                                                                      | Исполнитель                       |
| ---- | -------------------------------------- | ----------------------------------------------------------------------------------------------- | --------------------------------- |
| 2020 | У вас все хорошо (итал. Vai bene così) | Леонардо «Лео» Гассманн (итал. Leonardo "Leo" Gassmann) Маттео Костанзо (итал. Matteo Costanzo) | Лео Гассманн (итал. Leo Gassmann) |
| 2021 | Порох (итал. Polvere da sparo)         | Лука Гаудиано (итал. Luca Gaudiano) Франческо Каталдо (итал. Francesco Cataldo)                 | Гаудиано (итал. Gaudiano)         |
| 2025 | Позвонки (итал. Vertebre)              |                                                                                                 | Сентябрь (итал. Settembre)        |